# Чемпіонат Німеччини з хокею 2000—2001
Чемпіонат Німеччини з хокею 2001 — 84-ий чемпіонат Німеччини з хокею, чемпіоном став Адлер Мангейм. Чемпіонат тривав з 8 вересня 2000 року по 18 березня 2001 року. Матчі серії плей-оф проходили з 23 березня по 22 квітня 2001 року.

## Регулярний сезон
| М   | Команда                  | І  | В  | ВО | ПО | П  | Ш       | О   |
| --- | ------------------------ | -- | -- | -- | -- | -- | ------- | --- |
| 1.  | Адлер Мангейм            | 60 | 31 | 9  | 4  | 16 | 205:144 | 115 |
| 2.  | Кельнер Гайє             | 60 | 29 | 6  | 12 | 13 | 186:154 | 111 |
| 3.  | Мюнхен Баронс            | 60 | 29 | 5  | 7  | 19 | 175:150 | 104 |
| 4.  | Нюрнберг Айс Тайгерс     | 60 | 27 | 7  | 8  | 18 | 191:171 | 103 |
| 5.  | Кассель Хаскіс           | 60 | 28 | 6  | 7  | 19 | 176:156 | 103 |
| 6.  | Обергаузен               | 60 | 25 | 12 | 3  | 20 | 187:151 | 102 |
| 7.  | Ганновер Скорпіонс       | 60 | 29 | 3  | 6  | 22 | 203:182 | 99  |
| 8.  | Берлін Кепіталс          | 60 | 25 | 7  | 9  | 19 | 191:173 | 98  |
| 9.  | Крефельдські Пінгвіни    | 60 | 23 | 4  | 11 | 22 | 182:177 | 88  |
| 10. | «Франкфурт Ліонс»        | 60 | 23 | 5  | 8  | 24 | 189:189 | 87  |
| 11. | Дюссельдорф ЕГ           | 60 | 17 | 10 | 5  | 28 | 133:164 | 76  |
| 12. | «Швеннінгер Вайлд Вінгс» | 60 | 20 | 4  | 8  | 28 | 174:207 | 76  |
| 13. | Айсберен Берлін          | 60 | 19 | 6  | 4  | 31 | 192:221 | 73  |
| 14. | Аугсбург Пантерс         | 60 | 18 | 8  | 3  | 31 | 187:242 | 73  |
| 15. | Ізерлон Рустерс          | 60 | 16 | 7  | 6  | 31 | 152:189 | 68  |
| 16. | Москітос Ессен           | 60 | 15 | 7  | 5  | 33 | 173:226 | 64  |

Скорочення: М = підсумкове місце, І = ігри, В = перемоги, ВО = перемога в овертаймі, ПО = поразки в овертаймі, П = поразки,  Ш = закинуті та пропущені шайби, О = набрані очки
Згідно з регламентом за перемогу - три очка, за перемогу в овертаймі - два очка, за поразку в овертаймі - одне очко.

## Плей-оф

### Чвертьфінали
- Кельнер Гайє — Ганновер Скорпіонс 1:3, 1:5, 3:4
- Нюрнберг Айс Тайгерс — Кассель Хаскіс 3:2, 1:2, 3:4, 3:4
- Адлер Мангейм — Берлін Кепіталс 5:1, 3:4, 4:3, 2:3, 3:0
- Мюнхен Баронс — Обергаузен 4:2, 3:2, 4:2

### Півфінали
- Адлер Мангейм — Ганновер Скорпіонс 7:2, 7:5, 6:1
- Мюнхен Баронс — Кассель Хаскіс 3:2, 2:3, 3:1, 6:5

### Фінал
- Адлер Мангейм — Мюнхен Баронс 4:1, 1:4, 2:1, 2:1

## Склад чемпіонів
Адлер Мангейм:
- Воротарі: Майк Розаті, Роберт Мюллер, Гельмут да Рааф
- Захисники: Крістіан Лукес, Штефан Ріхер, Гордон Хайнс, Денніс Зайденберг, Міхаель Бакош, Ів Расін, Франсуа Ґей, Енді Роач, Бред Берген
- Нападники: Марк Етц, Дейв Томлінсон, Рон Паско, Майк Стівенс, Джексон Пенні, Стів Юнкер, Вейн Хайнс, Девін Едгертон, Марк Педерсон, Георг Хессель, Тод Глушко, Ян Алстон, Жан-Франсуа Жомфе, Данієл Хільперт, Кріс Штраубе
- Тренери: Білл Стюарт